# Ada Wójcik
Ada Ignátievna Vójtsik (en ruso: Ада Игнатьевна Войцик; Moscú, Imperio ruso, 19 de juliojul./ 1 de agosto de 1905greg. –  Moscú, Unión Soviética, 2 de septiembre de 1982), conocida artísticamente como Ada Wójcik, fue una actriz soviética, principalmente conocida por su interpretación en películas como El cuadragésimo primero (1927), Sampo (1959) y Partiyny bilet (1936). En 1935, recibió el título de Artista de Honor de la RSFS de Rusia.

## Biografía
Ada Wójcik nació el 1 de agosto de 1905 en Moscú en esa época parte del Imperio ruso. En 1923, se graduó de la escuela secundaria y entró en el departamento de actuación del Instituto Pansoviético Estatal de Cinematografía (VGIK) que hoy lleva el nombre del afamado director ruso Serguéi Guerásimov (hoy conocido como Universidad Panrusa Guerásimov de Cinematografía), donde se graduó en 1927.
Comenzó a actuar en el cine en el año 1925. En 1934, se incorporó al equipo del estudio de cine Mosfilm. Se casó con el director Iván Píriev, juntos tuvieron un hijo, Eric Pýriev (1931-1970), quien posteriormente también se convirtió en director de cine.
En 1941, durante la Segunda Guerra Mundial, y debido al imparable avance alemán sobre Moscú, fue evacuada a Almá-Atá (RSS de Kazajistán), junto con el estudio. A su regreso a Moscú en 1943, se convirtió en actriz en el Teatro Nacional de Actores de Cine, donde trabajó hasta su jubilación en 1961.
Ada Wójcik vivió la muerte de su hijo y de su marido Iván Píriev. Murió en Moscú el 2 de septiembre de 1982 a la edad de 77 años y fue enterrada en el cementerio Jovánskoye.

## Filmografía parcial
- Vsya korolévskaya rat, Вся королевская рать (miniserie; 1971)
- Vyzyváem ogón na sebyá (miniserie; 1963)
- Девять дней одного года (1962) como María Tíjonovna
- Sampo (1959) como madre de Lemminkäinen
- Rozhdiónnye burey (1958) como Yadviga Rayévskaya
- Putí i sudby (1955) como María Vasílievna
- Корабли штурмуют бастионы (1952) como Reina Carolina
- Iván el Terrible (1944) como Elena Glínskaya
- Мечта (1941) como Vanda
- Убийцы выходят на дорогу (1942) como Marta
- Семья Оппенгейм (1939) como Liselotte Lavendal Oppenheim
- Весёлая канарейка (1929) como la esposa de Lugovec
- Ujod za bolnym (1929) como enfermera
- Svoí i chuzhíye (1928) como Shura
- Дом на Трубной (1928) como Fenya
- Кукла с миллионами (1928) como María Ivanova
- Bulat-Batır (1928) como Asma
- El cuadragésimo primero (1927) como Maryutka
- Raznostoronny treugólnik (1927) como Wifey

## Condecoraciones
- Artista de Honor de la RSFS de Rusia
- Orden de la Insignia de Honor